# Всеобщие выборы в Гане (1996)
Всеобщие выборы в Гане проходили 7 декабря 1996 года. На них избирались президент, вице-президент и 200 депутатов парламента. Джерри Ролингс был переизбран на второй срок, а его Национальный демократический конгресс вновь получил большинство в 133 из 200 мест парламента.

## Результаты

### Президентские выборы
| Кандидат                            | Партия                                | Голоса    | %    |
| ----------------------------------- | ------------------------------------- | --------- | ---- |
| Джерри Ролингс                      | Национальный демократический конгресс | 4 099 758 | 57,4 |
| Джон Куфуор                         | Новая патриотическая партия           | 2 834 878 | 39,7 |
| Эдуард Махама                       | Народная национальная конвенция       | 211 136   | 3,0  |
| Недействительных/пустых бюллетеней  | Недействительных/пустых бюллетеней    | 120 921   | –    |
| Всего                               | Всего                                 | 7 266 693 | 100  |
| Зарегистрированных избирателей/Явка | Зарегистрированных избирателей/Явка   | 9 279 605 | 78,3 |
| Источник: Nohlen et al.             |                                       |           |      |

### Парламентские выборы
| Партия                                    | Голоса    | %    | Места | +/-   |
| ----------------------------------------- | --------- | ---- | ----- | ----- |
| Национальный демократический конгресс     | 3 679 985 | 53,0 | 133   | –56   |
| Новая патриотическая партия               | 2 346 791 | 33,8 | 61    | новая |
| Народная партия конвента                  | 420 192   | 6,0  | 5     | новая |
| Народная национальная конвенция           | 226 643   | 3,3  | 1     | новая |
| Партия национальной конвенции             | 51 919    | 0,7  | 0     | –8    |
| «Каждый ганиец, живущий везде»            | 6979      | 0,1  | 0     | –1    |
| Демократическая народная партия           | 8247      | 0.1  | 0     | новая |
| Великая консолидированная народная партия | 1485      | 0,0  | 0     | новая |
| Независимые                               | 205 521   | 3,0  | 0     | –2    |
| Всего                                     | 6 947 762 | 100  | 200   | 0     |
| Источник: Nohlen et al.                   |           |      |       |       |